# Disruption (économie)
Pour les articles homonymes, voir Disruption (tokamak).
En économie, la "disruption" ou "perturbation" désigne le bouleversement d'un marché sur lequel les positions sont établies avec une stratégie inédite.
Théorisé dans les années 1990, le terme émerge dans les années 2010, alors que les nouvelles technologies facilitent son développement.
Il est également utilisé en politique pour évoquer l'élection d'Emmanuel Macron à la présidence de la République française en 2017, puis le succès de La République en marche lors des élections législatives qui suivent.

## Concept économique

### Théorisation dans les années 1990

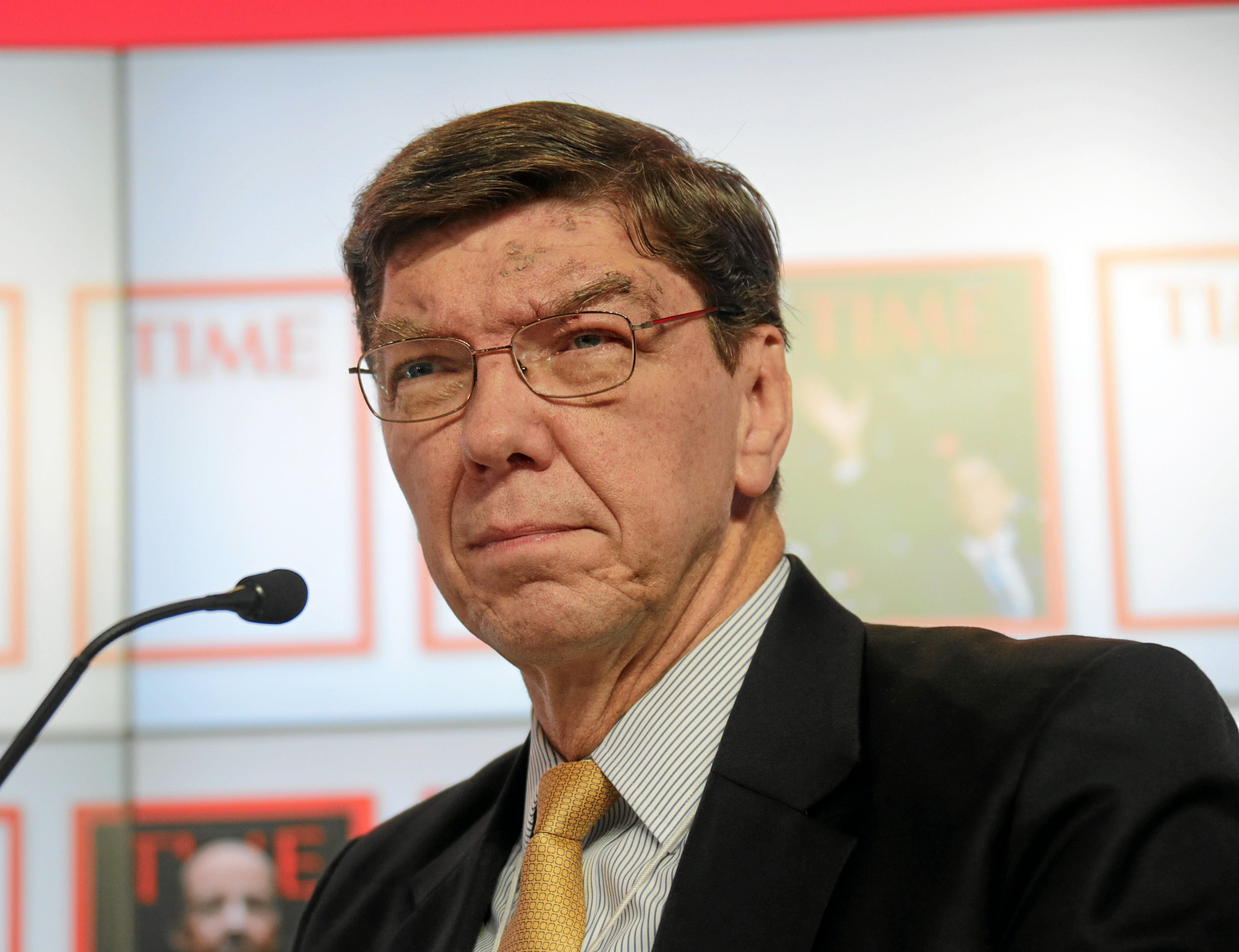
Clayton M. Christensen, l'un des principaux théoriciens de la disruption, en 2013.

Selon les sources, la primauté de la théorisation de la disruption revient à Clayton M. Christensen, ou à Jean-Marie Dru,, qui publient chacun un ouvrage sur le concept dans la seconde moitié des années 1990. Jean-Marie Dru en fait d'ailleurs une marque déposée dès 1992 dans 36 pays, pour le compte du réseau d'agences BDDP (devenu TBWA) qu'il dirige,.
Clayton M. Christensen définit l'« innovation disruptive » « avant tout [comme] une façon de définir le processus de transformation d'un marché. Elle se manifeste par un accès massif et simple à des produits et services auparavant peu accessibles ou coûteux. La disruption change un marché non pas avec un meilleur produit — c'est le rôle de l'innovation pure —, mais en l'ouvrant au plus grand nombre ». Thomas Schauder, professeur de philosophie, commente cette définition en soulignant que la disruption se caractérise par un « retour du même », « par exemple dans le fait que la disruption ne met pas fin aux tendances monopolistiques du capitalisme (rachat de YouTube par Google, de Lucasfilm par Disney, etc.). Contrairement, donc, à la révolution, qui est un changement brusque et potentiellement violent, impliquant l’émergence d’une organisation radicalement nouvelle, la « disruption » se contente d’une réorganisation à court terme ».
De son côté, Jean-Marie Dru définit la disruption comme « une méthodologie dynamique tournée vers la création [...] qui fonctionne comme un outil qui accélère la remise en cause des conventions qui brident la créativité des entreprises [...] et permet de faire émerger les visions nouvelles qui sont à l'origine des grandes innovations ». Il indique que Clayton M. Christensen donne une définition plus restrictive que la sienne : « Pour Christensen, ne sont disruptifs que les nouveaux entrants qui abordent le marché par le bas, et se servent des nouvelles technologies pour proposer des produits ou services moins cher ». Selon lui, Christensen exclut ainsi des « succès disruptifs aussi spectaculaires que ceux d’Apple, Xiaomi, Alibaba, Red Bull ou Zappos ».
Le concept est rapproché de la destruction créatrice théorisée par Joseph Schumpeter. Clayton M. Christensen estime toutefois que « la vision de Schumpeter de l'innovation comme processus de « destruction créatrice » était avant tout descriptive. La causalité n'est pas celle proposée par Schumpeter. Si la destruction l'emporte sur la création, c'est parce que nous n'investissons pas assez de capital dans les innovations disruptives ».

### Émergence dans les années 2010

#### Essor de sociétés grâce aux nouvelles technologies
Le terme est tout particulièrement utilisé dans les années 2010, en particulier durant leur 2e moitié. La disruption apparaît alors comme une règle majeure de l'économie à travers les succès des véhicules de tourisme avec chauffeur (VTC), en particulier d'Uber, des plates-formes d'hébergement à domicile comme Airbnb, du financement participatif ou encore du Bitcoin. Clayton M. Christensen souligne qu'elle est alors facilitée par les nouvelles technologies : « Depuis vingt ans, la finance a eu pour seule obsession de maximiser le rendement du capital à court terme. L'argent n'est donc pas allé vers les projets les plus risqués. Aujourd'hui, le coût de capital n'a jamais été aussi bas. Le capital abonde et va se diriger désormais vers les projets les plus prometteurs à long terme ». Il estime cependant que le terme de disruption est inadapté pour Uber lors de son lancement à San Francisco, où la société proposait le même service que ses concurrents, aux mêmes prix, mais qu'il l'est pour ce qui est de son arrivée sur le marché français où elle a proposé, dès son lancement, des tarifs nettement inférieurs aux taxis, et rendu ainsi accessible un service qui ne l’était pas auparavant. Le Monde relève en 2017 que « la disruption reste malgré tout un thème d’investissement assez confidentiel, avec une vingtaine de fonds actuellement commercialisés en France ».

#### Diffusion et critiques du terme
Thomas Schauder, professeur de philosophie, relève en 2018 que le terme de disruption « est devenu, en très peu de temps, banal, alors même qu’il relevait auparavant d’un champ lexical très précis : celui du marketing ». Selon la journaliste Titiou Lecoq, son concepteur Clayton M. Christensen « s’impose comme le gourou des patrons » et « son influence est immense : on nous refourgue de la disruption à toutes les sauces et le concept finit par être victime de son succès. C’est l’overdose. À tel point qu’il devient rare, désormais, de prononcer le mot « disruptif » sans entendre dans la foulée quelques ricanements ». Marc Mousli, enseignant et consultant, indique en 2015 que « beaucoup de commentateurs voient dans ce terme un simple anglicisme pour « innovation de rupture », l’innovation qui change radicalement un processus, voire le marché, lorsqu’elle apparaît. En fait, c’est quelque chose de nouveau, et la popularité du mot tient sans doute à l’effroi que les innovations disruptives inspirent aux acteurs en place, bien installés et se faisant concurrence selon un « art de la guerre » dont tous connaissent parfaitement les règles. » Il cite « l’irruption du low-cost dans le transport aérien » comme « un cas déjà ancien de disruption ». Thomas Schauder explique le succès du terme par le processus « purement positif » qu'il désigne, au contraire des « mots « rupture » (même racine latine : rumpere), « fracture » ou encore « perturbation », qu'il « remplace désormais presque systématiquement » : « L’idée de « disruption » s’appuie ainsi sur un postulat (un point de départ jamais interrogé) selon lequel l’innovation, la nouveauté, le changement sont positifs en soi, et que tout ce qui vient « brider » ce changement est affreux, irrationnel et coupable. D’ailleurs, le changement ne relève pas d’une décision, mais d’un phénomène aussi nécessaire que les lois de la nature. Il s’agit donc bien plutôt « d’accompagner » ce changement que d’essayer de le freiner ou de l’orienter ». Le concept est critiqué pour son omission des cas de sociétés ayant fait faillite précisément en essayant de disrupter un marché.

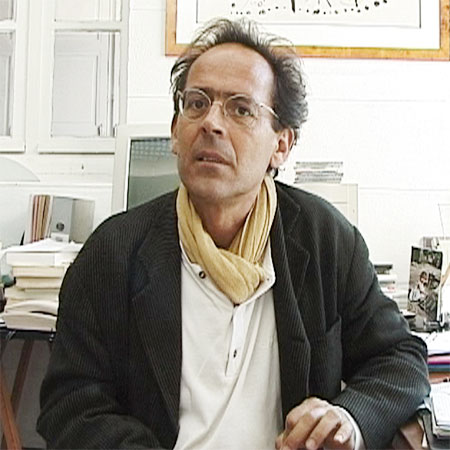
Bernard Stiegler est l'un des principaux critiques de la disruption, à laquelle il a consacré un ouvrage.

Bernard Stiegler publie un ouvrage sur le sujet en 2016. Il qualifie la disruption de « nouvelle forme de barbarie » en ce qu’elle détruit les structures sociales à une allure toujours plus rapide, alors que les individus et les sociétés ont besoin de temps pour se structurer. Toutefois, il juge « absolument fondamental de développer, en utilisant les algorithmes qu’exploite aujourd’hui la data economy, une économie contributive qui ne rejette pas la disruption, parce que ça ne sert à rien, la disruption est un état de fait et personne ne l’empêchera. Mais il faut une nouvelle forme de puissance publique et une politique européenne élaborant un modèle alternatif pour ces technologies ». Alexandre Moatti lui reproche de « mêl[er] sous le concept de « disruption » des objets et des stratégies fort peu semblables », en particulier celle de l'État islamique, et ainsi de « fragiliser voire rendre in-signifiante la notion de disruption – qui est pourtant au fondement du raisonnement stieglérien actuel sur la technique ; ce qui finit par discréditer ce raisonnement en même temps qu’obscurcir la pensée – celle de l’auteur comme celle du lecteur ».

## Usage pour les élections présidentielle et législatives françaises de 2017
Le terme est utilisé dans la presse pour évoquer l'élection d'Emmanuel Macron à la présidence de la République en 2017, puis le succès de La République en marche ! lors des élections législatives qui suivent. Dans un article de Libération, Jean-Marie Dru reprend lui-même cette analogie et estime qu'« Emmanuel Macron applique la stratégie de la rupture pour éviter d’avoir à choisir entre une voie ou l’autre, et en trouver une médiane ». Conseiller de chefs d'entreprise, François-Xavier Oliveau estime que son élection « relève des mêmes logiques qui bouleversent l'économie : effets réseau, hyper-transparence, prime à l'agilité, désintermédiation ».
Le terme donne ainsi son titre à l'ouvrage collectif Le Vote disruptif (Presses de Sciences Po), dirigé par Pascal Perrineau ; ce dernier considère que « cette stratégie de la rupture comme « processus positif de destruction créatrice » caractérise fortement non seulement la stratégie mise en place par Emmanuel Macron depuis avril 2016 et la création du mouvement En marche ! mais aussi les comportements et attitudes de nombre d'électeurs qui ont profondément bouleversé, au cours de la séquence électorale d'avril-juin 2017, le système politique et ses « fondamentaux ». Il souligne par ailleurs que « toute une série de jeunes pousses macroniennes avait lu les quelques ouvrages de marketing, qui existent aux États-Unis comme en France, sur la disruption ».
Pour Thomas Schauder, l'équipe de campagne d'Emmanuel Macron a considéré qu'il convenait « d’acter que la distinction gauche-droite était devenue inopérante pour un certain nombre d’électeurs (ce qu’on pouvait mesurer par la « volatilité » de leurs votes) et qu’il fallait faire émerger une offre politique nouvelle répondant à cette attente. C’est ainsi qu’en 2016 le candidat d’En marche avait intitulé son livre-programme Révolution. » Il relève néanmoins que, comme dans le domaine industriel, on observe après la victoire un « retour au même » puisque le gouvernement né des élections législatives « s’inscrit pleinement dans la tradition verticale de la Ve République ».
Emmanuel Macron utilise lui-même le terme : en 2015, il déclare que « l’innovation et la disruption font partie de notre paysage et de notre futur ». En 2018, il l'emploie six fois dans un entretien à Forbes : il fait notamment part de son souhait que « [son] pays soit ouvert à la disruption » en évoquant en particulier les cas d'Uber et Airbnb.
Certains analystes considèrent que le mouvement des Gilets jaunes se situe dans le prolongement de la disruption opérée par Emmanuel Macron dans le champ politique français : Pascal Perrineau évoque ainsi un « effet de miroir »,.